# Arnold van Mill
Arnold van Mill (Schiedam, 26 maart 1921 – Hamburg, 5 oktober 1996) was een Nederlandse bas. Hij is halverwege de twintigste eeuw bekend geworden om zijn interpretatie van de grote bas-rollen in de opera's van Richard Wagner, Giuseppe Verdi en Wolfgang Amadeus Mozart. Hij was een natuurtalent dat al op relatief jonge leeftijd (vanaf 25 jaar) deze rollen op zijn repertoire kon zetten. Dit heeft hij in de jaren veertig bij de Vlaamse Opera in Antwerpen en bij Opera De Munt in Brussel gedaan.

## Debuut in Bayreuth
Zijn grote internationale faam verwierf hij bij zijn debuut op 31-jarige leeftijd tijdens de heropening van de Richard-Wagner-Festspiele te Bayreuth in 1951. 'Neu-Bayreuth' heette de weg die Wieland en Wolfgang Wagner, kleinzoons van de componist, toen insloegen. Dit betekende concreet dat ze afstand namen van het oude Bayreuth van voor de Tweede Wereldoorlog, waarin quasi-Germaanse, hypernaturalistische interpretaties centraal stonden. Er werd plaatst gemaakt voor in die tijd zeer moderne interpretaties die gekenmerkt werden door kale, symmetrische en symbolische 'ruimtes'.
Arnold van Mill speelde in drie van deze nieuw geënsceneerde opera's een rol: Titurel in Parsifal, Hans Foltz in Die Meistersinger von Nürnberg en Hunding in Die Walküre. In latere jaargangen zou hij met veel succes de rollen van König Marke (Tristan und Isolde), Daland (Der fliegende Holländer), Fafner (Das Rheingold/Siegfried) en Fasolt (Das Rheingold) vertolken.

## Mondiale carrière
Na zijn debuut in Bayreuth verliep zijn carrière voorspoedig. Hij zong nog diverse malen in Bayreuth, maar ook in Glyndebourne, Wenen (Wiener Staatsoper), Milaan (La Scala), Hamburg, Buenos Aires (Teatro Colón), Amsterdam en nog vele andere beroemde operahuizen overal ter wereld. Hij heeft samengewerkt met dirigenten als Herbert von Karajan, Sir Georg Solti, Hans Knappertsbusch, Joseph Keilberth, Jascha Horenstein en wereldberoemde zangers als Birgit Nilsson, Renata Tebaldi, Wolfgang Windgassen, Kirsten Flagstad, George London, Carlo Bergonzi, Hans Hotter, Cesare Siepi en Gré Brouwenstijn.

## Gouden eeuw van Wagner-interpreten
Arnold van Mill maakte deel uit van de zogenaamde 'Gouden Eeuw' van de Wagner-zangkunst. Hiermee wordt het kwalitatieve hoogtepunt bedoeld dat in de jaren vijftig van de twintigste eeuw werd gehaald op het gebied van interpretaties van Wagnerrollen. Er zijn enkele opnamen uit die periode bewaard gebleven, waarop Van Mill en zijn collega's te horen zijn, zoals de Tristan und Isolde onder Solti, waarop Birgit Nilsson, Fritz Uhl en Arnold van Mill zijn te beluisteren. Ook bestaat er een opname van de eerste akte uit Die Walküre met een jonge Van Mill (hij was toen 38) samen met Set Svanholm en Kirsten Flagstad, beiden in de zestig op dat moment.

## Mozart, Verdi en operette
De stem van Van Mill was echter dermate soepel dat hij ook met veel succes rollen vertolkte in opera's van Mozart (Die Zauberflöte, Die Entführung aus dem Serail), Verdi (Aida, Don Carlos), in Peter Cornelius' Der Barbier von Bagdad en operettes van Albert Lortzing (Der Wildschütz, Zar und Zimmermann) en Otto Nicolais Die lustige Weiber von Windsor. Ook hiervan bestaan enkele opnamen: Die Entführung aus dem Serail onder Otmar Suitner met de Staatskapelle Dresden en Aida met Renata Tebaldi, Carlo Bergonzi en de Wiener Philharmoniker onder leiding van Herbert von Karajan.

## Herr Kammersänger
In 1963 werd hij geëerd door de Hamburgse Staatsoper waar hij tientallen jaren in het ensemble zong, met de eretitel 'Kammersänger'. Deze titel is alleen weggelegd voor de grootsten onder de zangers en is daarom een kroon op zijn succesvolle carrière.